# Marius Petipa
Marius Ivanovich Petipa (tiếng Nga: Мариус Иванович Петипа), tên khai sinh là Victor Marius Alphonse Petipa (11 tháng 3 năm 1818 – 14 tháng 7 [lịch cũ 1 tháng 7] năm 1910) là một vũ công ba lê, nhà sư phạm và biên đạo múa người Pháp. Petipa là một trong những nghệ sĩ múa ba lê và biên đạo múa có ảnh hưởng nhất trong lịch sử ba lê.